# Frederick Twort
Frederick William Twort FRS (1877-1950) fue un bacteriólogo inglés nacido en Camberley, Surrey. En 1915 descubrió los bacteriófagos, virus capaces de atacar y destruir diversas bacterias de forma específica.

## Universidad de Londres
Twort estudió medicina en el hospital St. Thomas (Londres), donde fue director del Brown Institute for Animals (un centro de investigación patológica) y catedrático de bacteriología en la Universidad de Londres. Llevó a cabo diversas investigaciones relacionadas con la enfermedad de Johne, una infección intestinal crónica del ganado vacuno, y también descubrió que la vitamina K es imprescindible para el crecimiento de la bacteria causante de la lepra.

## Investigaciones más relevantes
Twort tenía una teoría que perseguiría durante toda su vida. Dicha teoría establecía que las bacterias patógenas requerían una "sustancia esencial" para su crecimiento. Cada bacteria requería un único y específico nutriente que era proporcionado por el hospedador de dicha bacteria. En 1914, Twort se dispone a identificar la evasiva "sustancia esencial" que permitiría al virus de la viruela, Vaccinia, crecer in vitro. En ese tiempo, la vacuna de la viruela ya se utilizaba pero casi siempre contaminada con la bacteria Staphylococcus. Twort propuso que la contaminación bacteriana podría ser la fuente de la "sustancia esencial" necesaria para la supervivencia del virus. Plaqueó algunas vacunas de viruela en placas de agar y obtuvo colonias bacterianas de varios colores. Tras realizar un examen de dichas colonias con una lupa, pudo encontrar diminutas áreas cristalinas que no crecerían al ser nuevamente cultivadas en otra placa y rápidamente se dio cuenta de que dichas áreas cristalinas no eran otra cosa que los restos celulares de bacterias lisadas. Fue capaz de picar algunas de estas áreas y transmitir esta "sustancia" lítica de una colonia a otra. Twort publicó estos resultados en la revista The Lancet en 1915 y denominó a aquella "sustancia" que se contagiaba agente bacteriolítico. Expreimentos posteriores demostraron que dicho agente era capaz de atravesar filtros de porcelana y requería bacterias para poder crecer.

## Fase de decadencia
Twort barajó la idea de que el agente bacteriolítico eran partículas de Vaccinia que invadían las células bacterianas en busca de la "sustancia esencial". También intentó utilizar este agente bacteriolítico como vacuna para ciertas enfermedades en humanos y animales sin éxito, tras lo cual, volvió a retomar su idea original de que los agentes bacteriolíticos precisan de una "sustancia esencial" sin la cual no pueden crecer. Siguió buscando sustancias que permitieran a los virus crecer en otros organismos vivos y, tras fracasar, intentó demostrar que las bacterias evolucionan desde los virus, fracasando de nuevo.

## Retirada del mundo académico
Los recursos económicos del laboratorio de Twort fueron menguando hasta que su laboratorio fue destruido por una bomba en 1944. La Universidad de Londres aprovechó esta oportunidad para relevar a Twort de su puesto. 
Twort se retiró a Camberly. Hacia 1949 su trabajo ya había sido olvidado y el término "agente bacteriolítico" había sido sustituido por el término "bacteriófago".

## Honores
- nombrado miembro de la Royal Society[1]